# Anselm Franz von Bentzel-Sternau

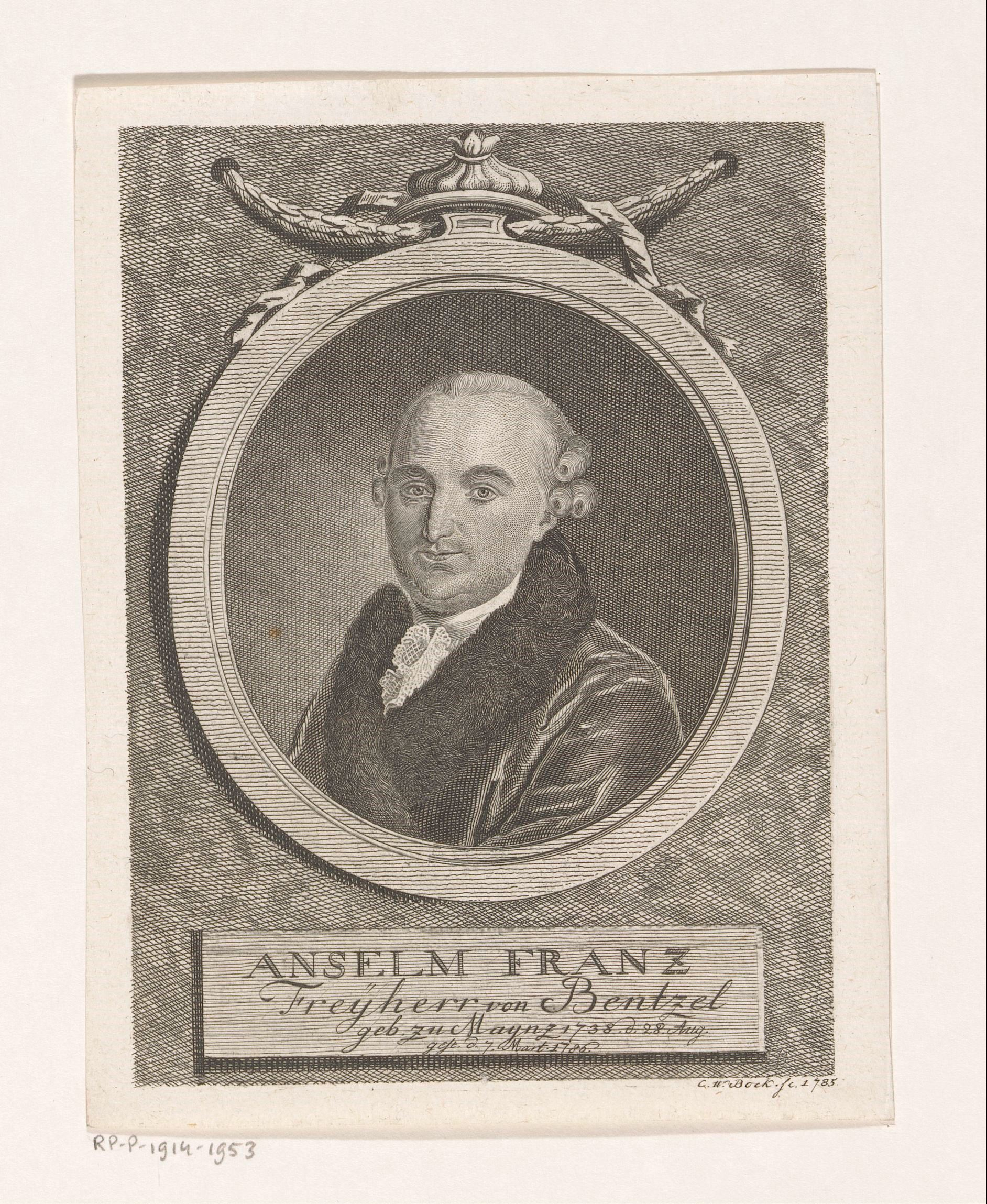
Porträt des Anselm Franz, Freiherr von Bentzel-Sternau, gedruckt von Christoph Wilhelm Bock um 1785

Anselm Franz Hermann Christoph Freiherr von Bentzel Augustin-Sternau, kurz Anselm Franz von Bentzel (* 28. August 1738 in Mainz; † 7. März 1786 bei Schloss Emmerichshofen) war ein Minister von Kurmainz, Kurator und Reorganisator der Alten Universität Mainz.

## Leben

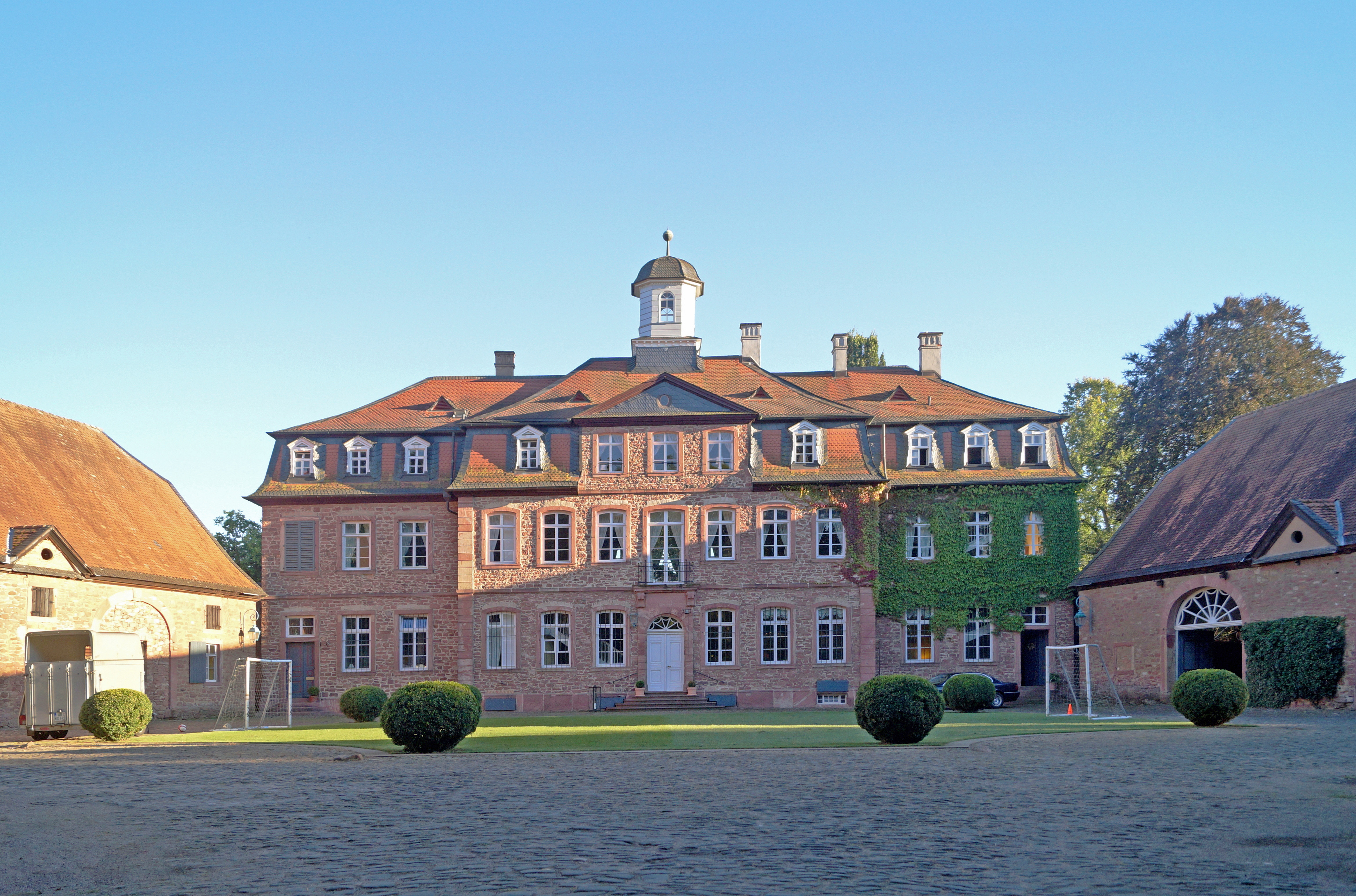
Schloss Emmerichshofen

Anselm Franz war der Sohn des kaiserlichen Reichshofrats und kurmainzischen Hofkanzlers Johann Jakob Freiherr von Bentzel.
Er wurde bereits im Alter von 19 Jahren nach juristischen Studien in Mainz, Erfurt, Wien und Wetzlar Hof- und Regierungsrat in Mainz. Dort entwickelte er sich in der politischen Schule des Ministers Anton Heinrich Friedrich von Stadion zum Anhänger der Aufklärung.
Kurfürst Emmerich Joseph von Breidbach zu Bürresheim ernannte ihn im Jahr 1763 zum Sekretär der Kanzlei, im Jahre 1771 zum Vizekanzler und 1773 zum Kanzler. Nach der Ausschaltung der Mainzer Jesuiten war Bentzel maßgeblich an der Reform des Kloster- und Schulwesens beteiligt. 1766 erbaute er das Schloss Emmerichshofen und benannte es nach seinem Förderer.